# República del Congo en los Juegos Olímpicos de Tokio 2020
La República del Congo estuvo representada en los Juegos Olímpicos de Tokio 2020 por tres deportistas, dos mujeres y un hombre, que compitieron en dos deportes.
La portadora de la bandera en la ceremonia de apertura fue la atleta Natacha Ngoye Akamabi. El equipo olímpico congoleño no obtuvo ninguna medalla en estos Juegos.